# Westpreußischer Kulturpreis
Der Westpreußische Kulturpreis ist eine Auszeichnung (Ehrung) für Wissenschaftler, Heimatforscher und Künstler. 

## Zweck
Mit dem undotierten Preis ehrt die Westpreußische Gesellschaft – Landsmannschaft Westpreußen Personen, die sich der Geschichte und Kultur Westpreußens gewidmet haben. Der Bezug zu Westpreußen muss vorhanden oder der zu Ehrende muss Westpreuße sein. Der unregelmäßig vergebene Preis wurde erstmals 1959 verliehen.

## Träger
- 1959: Carl Lange, Schriftsteller
- 1961: Erich Keyser, Historiograph der Stadt Danzig
- 1962: Agnes Miegel, Dichterin und Journalistin
- 1963: Wolfgang La Baume, Prähistoriker
- 1964: Hans Schmauch, Landeshistoriker des Ermlands und Westpreußens
- 1966: Wernher von Braun, Wegbereiter der Raketenwaffen und der Raumfahrt.
- 1970: Emil Waschinski, Historiker und Numismatiker
- 1971: Ina Graffius, Volkskundlerin[2]
- 1972: Walther Hubatsch, Historiker
- 1973: Felix Schmeidler, Astronom
- 1974: Erwin Josewski (1894–1978), Musiklehrer
- 1977: Gerhard Uhde, Schriftsteller und Theaterleiter
- 1979: Ernst Wermke,  Bibliothekar und Bibliograph
- 1980: Erhard Riemann, Volkskundler
- 1981: Heinz Nowag (1907–1984), Maler
- 1982: Niels von Holst, Kunsthistoriker
- 1985: Lieselotte Strauss, Malerin[3]
- 1989: Udo Arnold, Historiker (Deutscher Orden)
- 1994: Alfred Cammann, Schriftsteller, Sammler ostdeutschen Erzählgutes
- 1998: Hans-Jürgen Schuch, Stellvertretender Bundesvorsitzender der Landsmannschaft Westpreußen, Begründer des Westpreußischen Landesmuseums[4]
- 1999: Horst Gerlach (1929–2018), Prediger und Historiker der Mennoniten[5]
- 2009: Bernhart Jähnig, Archivar, Historiker (Deutscher Orden)
- 2019: Hans-Jürgen Bömelburg, Historiker und Hochschullehrer[6]
- 2023: Karin Friedrich  Historikerin und Hochschullehrerin